# 真道ゴー
真道 ゴー（しんどう ゴー、1987年〈昭和62年〉7月18日 - ）は、日本の元プロボクサー。現在は株式会社真道代表取締役。和歌山県出身。本名は橋本 浩（はしもと ごう）、旧名はめぐみ。グリーンツダボクシングクラブ所属。第2代OPBF女子東洋太平洋フライ級王者。第5代WBC女子世界フライ級王者。
和歌山県立和歌山北高等学校卒業、天理大学中退。

## 人物
- リングネームは「真っ直ぐに信じた道を突き進む」という思いをこめて自ら名づけた[5]。
- 性同一性障害を抱えていることを公表している[6]。中3のときに仲のいい女友達に彼氏ができたときに嫉妬を覚えたという[7]。女性ホルモンが少なく体重も落ちにくい[8]。
- 体操競技ロンドンオリンピック日本代表の田中理恵は高校時代の同級生であり、現在も悩みを相談し合う親友[9][10]。
- 香川ファイブアローズに所属する根來新之助は天理大学バスケットボール部の同期[11]。
- 現在、ボクサー活動の傍ら、和歌山市内でトレーニングジムを開いている。
- 2022年、子供が三人いる[12]。

## 来歴
子供の頃から身体能力が高く、陸上競技、水泳で全国大会出場。小5から大学までバスケットボールに打ち込み近畿国体予選にも出場。大学進学後、バスケットボール部でいじめに遭い休学し、大阪・北新地のバーで働いていた。「違うことに挑戦したい」と、救急救命士の専門学校に進む予定でいたところ、体を鍛えなおす目的で2007年12月に地元のクラトキボクシングジムに入門して、ボクシングを始め、会長から「プロにならないか」と誘われた。

### デビュー
2008年に後楽園ホールで初めて実施された第1回女子プロテストで合格。
5月25日、地元の和歌山県立体育館にて元アマチュア日本王者秋田屋まさえ戦でプロデビュー、判定負け。
11月16日、高知サンピアセリーズにて李珉順を1回KOで退け初勝利。
その後国内女子最多記録となる4連続KO勝利（後に山口直子に更新される）。
2009年12月6日、ABCO女子フライ級チャンピオンのカニター・トーンソンタクシンを相手に判定勝利。
2010年4月4日、後のABCOアトム級王者ジュジース・ナガワにTKO勝利。

### 東洋太平洋王座獲得
2011年5月16日、初の後楽園ホールでOPBF東洋太平洋女子フライ級王者の四ヶ所麻美を相手に判定勝利し、2代目王者に。23歳7ヶ月での日本女子ボクシング史上最年少東洋太平洋タイトル獲得となった（後に古川夢乃歌に更新される）。
2011年8月14日、和歌山県体育館にて前の試合で天海ツナミの世界王座に挑戦したペッサイルン・ルークサイゴンディンを迎え初防衛戦を3回KOで飾る。

### 世界初挑戦
2012年7月14日、ロサンゼルスでマリアナ・フアレス（メキシコ）が持つWBC女子世界フライ級王座に挑戦することが発表された。当初は5月12日に予定されていたが、期日及び会場が二転三転した。試合は1-2の判定で敗れ王座奪取を逃すと共に2敗目となった。
2012年12月22日、神戸市立中央体育館（メインは長谷川穂積のノンタイトル）にて再起戦としてガブリエラ・ゴンザレスと対戦し、判定勝利。

### 世界王座奪取
2013年5月19日、和歌山ビッグウエーブにてレナータ・セベレディ（ハンガリー）が持つWBC女子世界フライ級王座に挑戦することが発表された。和歌山県内での世界タイトルマッチは1981年のWBA世界ジュニアライト級、上原康恒 vs サムエル・セラノ以来32年ぶり、女子は初となる。試合は3者とも100-90のフルマークをつける完勝で、2度目の挑戦で悲願の世界王座の獲得に成功した。男女通じ和歌山県初の世界王者となった。また、女子世界王座をフライ級で獲得したのはJBC初の快挙であった。この試合は後日テレビ和歌山、スカイ・A sports+で録画中継された。

### 世界王座防衛
2013年12月22日、和歌山ビッグウエーブにて過去に山口直子が持つ世界王座にも挑戦したフェディス・ロドリゲスと初防衛戦を行う。序盤は2回にダウンを奪われるも手数で制して3-0の判定勝利、初防衛に成功した。
2014年5月25日、2度目の防衛戦として和歌山ビッグウエーブにて9位のグレーペッ・ルークムアンカンと対戦。8回に集中打を浴びせレフェリーストップ、2度目の防衛を果たした。

### ジム移籍・世界王座陥落
2014年7月25日、ジムとの間で今後の方針に関して意見が一致しなかったことが原因で、WBC王座の返上届が提出されたとJBCより発表されたが、8月に王座返上の撤回を表明し、メキシコ・ロスモチスで3度目の防衛戦としてアレリー・ムシーニョの指名挑戦を受けることになった。
2014年9月18日、大阪のグリーンツダジムへの移籍を発表。
なお、防衛戦は当初予定されていた10月4日から延期されるが、一度は現地プロモーターのスポンサー獲得が難航し、12月に大阪で選択試合に変更との報道もなされていた。ところがその後挑戦者ムシーニョにメキシコ政府機関の支援が就くことになったため、日程は12月6日で会場は同じメキシコながらモンテレイに変更されたものの指名試合として汲まれることになった。メキシコでの日本人女子世界王者の防衛戦は2012年6月23日に行われたWBC女子世界ライトフライ級の富樫直美以来約2年半ぶりとなった。試合は1-2の判定で敗れ王座陥落。

### 再起
2015年4月5日、大阪府立体育会館第2競技場でタンティップ・シッサイトーンとノンタイトル8回戦を行い、3回1分19秒TKO勝ちを収め再起を果たした。
夏に世界再挑戦が予定されていたが、右足首を負傷したため延期された。
2015年12月5日、大阪府立体育会館第2競技場にてスーダ・サックナロン相手に2・3・4回にそれぞれ2度の計6度ダウンを奪い、4回1分46秒に相手を戦意喪失に追い込んだところでレフェリーが3度目のダウンと判断しKO勝利した。

### 世界2階級制覇挑戦
2016年6月13日、後楽園ホールにてWBO女子世界バンタム級王者藤岡奈穂子と2階級制覇を懸けて対戦。初回に右ストレートで王者をぐらつかせるが、2回以降劣勢に立たされ、8回にダウンを喫して、終わってみれば0-3（92-97、91-98、91-98）の判定で2階級制覇を逃した。

### 引退
2017年7月17日、性別適合手術と戸籍変更を終えて男性となり、一般女性と結婚したこと、引退届提出を予定していることが報道された。
2017年10月30日、16勝（11KO）4敗の戦績を残し現役引退を発表した。男子プロボクサー転向の意向も示した。
2022年4月にJBCに男子のプロテスト受験申請を行った。2023年7月19日、JBCは真道の男子プロテスト受験を見送る決定をした。JBCが諮問した専門家は真道の体力測定の結果や選手としての実績から「受験資格を与えることは十分可能」と判断したが、JBCは「安全性を担保できるデータの蓄積や経験が足りていない」として、認めないこととした。その上でJBCは「トランス男子ルール」を策定。男子選手と実際の試合に近いスパーリングを実施し、安全性を確認できれば受験を認める可能性はあるという。

## 戦績
- プロボクシング:20戦 16勝 11KO 4敗

| 戦           | 日付           | 勝敗 | 時間    | 内容    | 対戦相手                                 | 国籍       | 備考                                     |
| ------------ | -------------- | ---- | ------- | ------- | ---------------------------------------- | ---------- | ---------------------------------------- |
| 1            | 2008年5月25日  | 敗北 | 4R      | 判定0-3 | 秋田屋まさえ(ワイルドビート)             | 日本       | プロデビュー戦                           |
| 2            | 2008年11月16日 | 勝利 | 1R 0:42 | KO      | 李珉順                                   | 韓国       |                                          |
| 3            | 2009年2月15日  | 勝利 | 1R 1:33 | KO      | 北脇絵美(フュチュール)                   | 日本       |                                          |
| 4            | 2009年5月31日  | 勝利 | 4R 1:20 | TKO     | 李恵林                                   | 韓国       |                                          |
| 5            | 2009年8月23日  | 勝利 | 5R 1:55 | TKO     | ジョミュティン・キャットノーウォー       | タイ       |                                          |
| 6            | 2009年12月6日  | 勝利 | 8R      | 判定3-0 | カニター・トーンソンタクシン             | タイ       |                                          |
| 7            | 2010年4月4日   | 勝利 | 5R 1:22 | TKO     | ジュジース・ナガワ                       | フィリピン |                                          |
| 8            | 2010年11月23日 | 勝利 | 5R 1:39 | TKO     | チュタポーン・プラディッサン             | タイ       |                                          |
| 9            | 2011年5月16日  | 勝利 | 10R     | 判定3-0 | 四ヶ所麻美(赤羽)                         | 日本       | OPBF女子東洋太平洋フライ級タイトルマッチ |
| 10           | 2011年8月14日  | 勝利 | 3R 1:20 | KO      | ペッサイルン・ルークサイゴンディン       | タイ       | OPBF防衛1                                |
| 11           | 2012年2月19日  | 勝利 | 2R 1:55 | KO      | ノンタック・オークンジェフェイクァンジム | タイ       |                                          |
| 12           | 2012年7月14日  | 敗北 | 10R     | 判定1-2 | マリアナ・フアレス                       | メキシコ   | WBC女子世界フライ級タイトルマッチ        |
| 13           | 2012年12月22日 | 勝利 | 8R      | 判定3-0 | ガブリエラ・ゴンザレス                   | メキシコ   |                                          |
| 14           | 2013年5月19日  | 勝利 | 10R     | 判定3-0 | レナータ・セベレディ                     | ハンガリー | WBC女子世界フライ級タイトルマッチ        |
| 15           | 2013年12月22日 | 勝利 | 10R     | 判定3-0 | フェディス・ロドリゲス                   | メキシコ   | WBC防衛1                                 |
| 16           | 2014年5月25日  | 勝利 | 8R 0:19 | TKO     | グレーペッ・ルークムアンカン             | タイ       | WBC防衛2                                 |
| 17           | 2014年12月6日  | 敗北 | 10R     | 判定1-2 | アレリー・ムシーニョ                     | メキシコ   | WBC王座陥落                              |
| 18           | 2015年4月5日   | 勝利 | 3R 1:19 | TKO     | タンティップ・シッサイトーン             | タイ       |                                          |
| 19           | 2015年12月5日  | 勝利 | 4R 1:46 | KO      | スーダ・サックナロン                     | タイ       |                                          |
| 20           | 2016年6月13日  | 敗北 | 10R     | 判定0-3 | 藤岡奈穂子(T&H)                          | 日本       | WBO女子世界バンタム級タイトルマッチ      |
| テンプレート |                |      |         |         |                                          |            |                                          |

## 獲得タイトル
- 第2代OPBF東洋太平洋女子フライ級王座（防衛1=返上）
- 第5代WBC女子世界フライ級王座（防衛2=陥落）